# Кужела Ольга Петрівна
Ольга Петрівна Кужела  (рос. Ольга Петровна Кужела, 29 серпня 1985) — російська спортсменка, спеціалістка з синхронного плавання, олімпійська чемпіонка.

## Виступи на Олімпіадах
| Олімпіада  | Дисципліна | Місце |
| ---------- | ---------- | ----- |
| Пекін 2008 | командні   | 1     |